# Pactum de non cedendo
Das Pactum de non cedendo (lateinisch Vereinbarung, dass nicht abgetreten wird) bestimmt ein vereinbartes Abtretungsverbot. Im Zivilrecht wird darunter eine parteiliche Vereinbarung verstanden, die die Abtretung einer bestimmten Forderung verbietet. Verstöße führen zur Unwirksamkeit der Abtretung. Als vertragliches Abtretungsverbot ist der Grundsatz in § 399 2. Alt. BGB geregelt.
Grundsätzlich geht das BGB von der Abtretbarkeit von Forderungen aus, weshalb jederzeit ein Gläubigerwechsel möglich ist. Mit § 399 2. Alt. BGB kann dieser ausnahmsweise vertraglich unterbunden werden, weil eine Forderung gerade nicht an einen Dritten gehen darf. § 399 BGB umfasst dabei nicht nur absolute vertragliche Abtretungsverbote, denn zugunsten des Schuldners können auch relative Abtretungsausschlüsse vereinbart werden, weil die Abtretung an dessen Zustimmung oder an eine bestimmte Form gebunden wird. 
Eine Rückausnahme zum Abtretungsverbot liegt in der handelsrechtlichen Anordnung des § 354a HGB für Kaufleute und die öffentliche Hand. Insoweit bestimmt die Norm nämlich, dass die Abtretung von Geldforderungen im Rahmen beiderseitiger Handelsgeschäfte – trotz entgegenstehender Absprachen – wirksam sind. Da auch Leistungen an den bisherigen Gläubiger gemäß § 354a Abs. 1 Satz 2 HGB von der Verpflichtung befreien, ist das pactum de non cedendo nicht vollständig unwirksam. 